# روزهای ۳۶
روزهای سال ۱۹۳۶ (به یونانی: Μέρες του '۳۶) فیلمی در ژانر درام به کارگردانی تئو آنگلوپولوس است که در سال ۱۹۷۲ منتشر شد. این دومین فیلم بلند آنگلوپولوس است که مانند فیلم اولش مضمونی سیاسی و انتقادی بر فضای نظامی حاکم بر یونان در دههٔ ۳۰ میلادی دارد.

## خلاصه فیلم
در ماه می ۱۹۳۶ و در بحبوحهٔ جدل‌های سیاسی یکی از رهبران اتحادیهٔ کارگری ترور می‌شود. یک مجرم خرده‌پا و مخبر سابق پلیس به‌نام سوفیانوس، به اتهام قتل وی دستگیر می‌شود. او در زندان با یکی از اعضای محافظه‌کار مجلس ملاقات می‌کند. سوفیانوس با استفاده از یک اسلحه که پنهانی وارد زندان شده سیاستمدار را گروگان می‌گیرد و چالش مضحک و در عین حال پیچیده‌ای برای مقامات پدیدمی‌آورد. آن‌ها در آن شرایط ناچار به معامله با گروگان‌گیر هستند و زمانی که رایزنی‌ها و تهدیدها نتیجه نمی‌دهد، سعی می‌کنند او را از بین ببرند.

## نظر کارگردان دربارهٔ اثر
خود آنجلوپلوس اثرش اینگونه تعریف می‌کند: «در ترکیب فکری فیلم، حکومت استبدادی مجسم شده‌است. سکوت گرانبار و تحمیل شده یکی از شرایطی بود که تحت آن به فعالیت مشغول بودیم. فیلم در مسیری پیش رفت که بیننده پی خواهد برد که اثر درگیر و پیچیده با سانسور است».